# Мілаццо
Мілаццо (італ. Milazzo, сиц. Milazzu) — муніципалітет в Італії, у регіоні Сицилія,  метрополійне місто Мессіна. Антична назва — Міли.

## Географія
Мілаццо розташоване на відстані близько 480 км на південний схід від Рима, 165 км на схід від Палермо, 28 км на захід від Мессіни.

## Демографія
Населення — 31 798 осіб (2014).
Щорічний фестиваль відбувається 26 грудня. Покровитель — святий Стефан.
Населення за роками:

Станом на 1 січня 2023 року в муніципалітеті офіційно проживало 1125 іноземців з 64 країн, серед них 248 громадян країн Євросоюзу та 22 громадяни України.

## Сусідні муніципалітети
- Барчеллона-Поццо-ді-Готто
- Мері
- Сан-Філіппо-дель-Мела
- Паче-дель-Мела